# اتلوس
اتلوس (انگلیسی: Atlus) یک شرکت توسعه‌دهنده بازی ویدئویی و ناشر بازی ویدئویی است که در توکیو قرار دارد. این شرکت زیر مجموعه ای از سگا به حساب می آید و سازنده مجموعه بازی های پرسونا می باشد.